# Emiliano Zapata, Centla
Emiliano Zapata är en ort i Mexiko.   Den ligger i kommunen Centla och delstaten Tabasco, i den sydöstra delen av landet, 700 km öster om huvudstaden Mexico City. Emiliano Zapata ligger 12 meter över havet och antalet invånare är 419.
Terrängen runt Emiliano Zapata är mycket platt. Havet är nära Emiliano Zapata norrut. Runt Emiliano Zapata är det ganska glesbefolkat, med 32 invånare per kvadratkilometer. Närmaste större samhälle är Ignacio Zaragoza, 3,5 km söder om Emiliano Zapata. Omgivningarna runt Emiliano Zapata är en mosaik av jordbruksmark och naturlig växtlighet.